# Пунтов, Михаил Александрович
Михаил Пунтов (Michael Puntov) (р. 1995, Красный Сулин, Ростовская область) — российский певец, солист группы Герои.

## Биография
Михаил Александрович Пунтов родился в городе Красный Сулин Ростовской области. Позднее его семья переехала в село Нижний Мамон Воронежской области.
Виталий Иванович Осошник, руководитель детской эстрадной группы «Волшебники двора», взял Михаила в группу и помог ему попасть на Детское Евровидение 2008 (до этого коллектив уже представлял Россию на конкурсе в 2005 году). Там он занял седьмое место.
В начале декабря 2010 года было объявлено о создании группы «Герои», состоящей из 4-х участников «Волшебников Двора». Одним из солистов «Героев» стал Михаил Пунтов.
С 2022 года участник проекта "Leonid & Friends" Леонида Воробьева – ведущий и бэк–вокал, ритм-гитара, перкуссия; (So Very Hard to Go (Tower of Power cover) - солист; In the Stone (EW&F cover) - бэк-вокал, синтезатор.

## Достижения
- Звёздный шанс 2007 — участие.
- Young Atrist Awards 2007 — Special Award for Outstanding Young International Variety Group («Лучшая зарубежная детская эстрадная группа»)[5].
- Детский конкурс песни Евровидение 2008[6] — представлял Россию, занял седьмое место.